# Pleisterkade 17
Pleisterkade 17 was een Nederlandse televisieserie, uitgezonden door de KRO in de seizoenen 1975-1976 en 1976-1977. De serie, geschreven door Annie M.G. Schmidt en van muziek voorzien door Harry Bannink, telde 12 afleveringen.

## Verhaal
Pleisterkade 17 gaat over het gezin van een wat ouder echtpaar, Trees en Gerard. Het stel heeft drie dochters: Loes, Jet en Ellie. De eerste twee zijn volwassen, zijn het huis uit en hebben beiden een relatie. Ellie zit in de bovenbouw van de middelbare school en woont nog thuis. Loes heeft een relatie met Wout, het stel is nogal materialistisch ingesteld en let erg op wat anderen doen. Jet is meer artistiek aangelegd en gaat met Gilbert, een temperamentvolle dichter met wisselend succes. Gilbert schrijft weleens een liedje dat hij kan verkopen maar lijkt eeuwig in geldproblemen te zitten. Ellie ten slotte kampt met de problemen waar jong-volwassenen halverwege de jaren 70 tegenaan liepen.

## Rolverdeling
- Trees, de moeder - Nell Koppen
- Gerard, de vader - Jan Blaaser
- Loes, oudste dochter - Trudy Labij
- Jet, middelste dochter - Marcelle Meuleman
- Ellie, jongste dochter - Marlous Fluitsma
- Wout, partner van Loes - Hein Boele
- Gilbert, partner van Jet - Willem Nijholt

In de serie komen regelmatig gastrollen voor, onder andere van Kees Brusse, Allard van der Scheer, Mimi Kok, Mart Gevers en Flip van Duyn, de zoon van Annie M.G. Schmidt. In de slotaflevering uit 1977 zit een gastrol voor de toen erg populaire quizmaster Willem Ruis. 
Pleisterkade 17 werd geregisseerd door Paul Pouwels.

## Geschiedenis
De serie werd oorspronkelijk geschreven voor de AVRO maar toen puntje bij paaltje kwam had die omroep opeens geen belangstelling meer. De KRO nam het over en bracht Pleisterkade vanaf december 1975 op het scherm. Omdat het programma hoge kijkcijfers scoorde werd er ook een tweede seizoen aan vastgeplakt. Over een derde seizoen dacht de KRO te lang na. Toen uiteindelijk de beslissing viel om het toch maar te doen moest Annie M.G. Schmidt bedanken: ze was al te druk met het schrijven en voorbereiden van de nieuwe musical Foxtrot. Daarom bleef Pleisterkade beperkt tot 12 afleveringen. In 1990-1991 is de serie herhaald, met uitzondering van de laatste aflevering, waarvan geen uitzendband meer bleek te bestaan.
In oktober 2009 is de serie op dvd verschenen als onderdeel van de Annie M.G. Schmidt-collectie. Daarin verschenen ook de series Pension Hommeles en Beppie. Op de dvd-release is de serie wel compleet, voor de laatste aflevering is gebruikgemaakt van een particulier gemaakte opname.

## Trivia
- In Pleisterkade komt een liedje voor: "Ik heb je lief", gezongen door Willem Nijholt
- Een soort 'running gag' in de serie is het zinnetje "Trees, ik ben/we gaan naar de Chinees"
- Nell Koppen is de moeder van actrice Ellis van den Brink
- Dochter Loes (Labij) is een kettingrookster, die haar sigaretten steevast afslaat en uitmaakt in de kandelaar op tafel. In het decor staan evenwel ook asbakken.
- In mei 2011 heeft themakanaal Best 24 afleveringen van de serie herhaald, ook in november waren er afleveringen te zien.